# Hưng Dương Thanh Nhượng
Thiền sư Hưng Dương Thanh Nhượng (910-980, tiếng Trung: 興陽清讓, Xīngyōng Qīngràng; tiếng Nhật: kōoyō seijō) là thiền sư Trung Quốc, thuộc đời pháp thứ 05 Quy Ngưỡng tông.
Sau khi xuất gia, cơ duyên đến gặp được Ba Tiêu Huệ Thanh. Dưới sự chỉ dạy của Ba Tiêu Huệ Thanh, sư triệt ngộ và được Ba Tiêu ấn chứng truyền tâm pháp, trở thành đệ tử đời thứ tư của Quy Ngưỡng Tông. Hành trạng của sư bí ẩn, sư thường đi ngao du đó đây, ít lập đạo tràng nên thông tin rất ít.
Sử sách biết rất ít về Sư ngoài những giai thoại nhỏ rải rác.
Không biết sư tịch lúc nào ở đâu.

## Công án thiền
Có vị Tăng hỏi Sư:
- Phật Đại Thông Trí Thắng mười kiếp ngồi đạo tràng, Phật pháp chẳng hiện tiền chẳng được thành Phật đạo, khi ấy thế nào?
Sư đáp:- Lời hỏi này rất thích đáng.
Tăng hỏi:- Đã là ngồi đạo tràng, vì sao chẳng được thành Phật đạo.
Sư đáp:- Vì y chẳng thành Phật.